# Carl Orff-Festspiele Andechs
Die Carl Orff-Festspiele Andechs waren ein Musik- und Theaterfestival, das von 1998 bis 2015 jährlich im Sommer, von Mai bis August, am Heiligen Berg unweit der Grabstätte von Carl Orff stattfand. Neben dem zentralen Werk von Carl Orff widmeten sich die Festspiele in Konzerten und szenischen Produktionen außerdem auch „verwandten“ Künstlern Orffs und Künstlern, die sich dem Werk und dem Geiste Orffs verpflichtet fühlen. Die Festspiele wurden alljährlich von rund 10.000 Gästen besucht. Von 2008 bis 2015 war Marcus Everding der Intendant der Festspiele.

## Geschichte
1992 fand anlässlich von Carl Orffs 10. Todestag auf Initiative von Wilfried Hiller und Pater Anselm Bilgri ein „Wochenende mit Musik“ statt. Die weltweite Bedeutung seines Werkes und die Tatsache, dass Carl Orff auf eigenen Wunsch hin in der Schmerzhaften Kapelle der Wallfahrtskirche begraben liegt, empfand das Kloster als Verpflichtung, eine Basis für eine langfristige Pflege der Orffschen Werke am Hl. Berg zu legen. Als Biennale konzipiert, wurden in den Folgejahren die Werke von Carl Orff zunächst im zweijährigen Rhythmus in reduzierten Fassungen und als Gastspiele zusammen mit Kammermusik seiner Zeitgenossen aufgeführt.
Die entscheidende Entwicklung vollzog sich 1998 mit der Berufung von Hellmuth Matiasek, vormals Intendant des Staatstheaters am Gärtnerplatz, zum Künstlerischen Leiter der nun jährlich stattfindenden Festspiele und den Umbau des ehemaligen Heuschobers „Florian-Stadl“ zum Konzertsaal und somit festen Spielstätte der Festspiele.

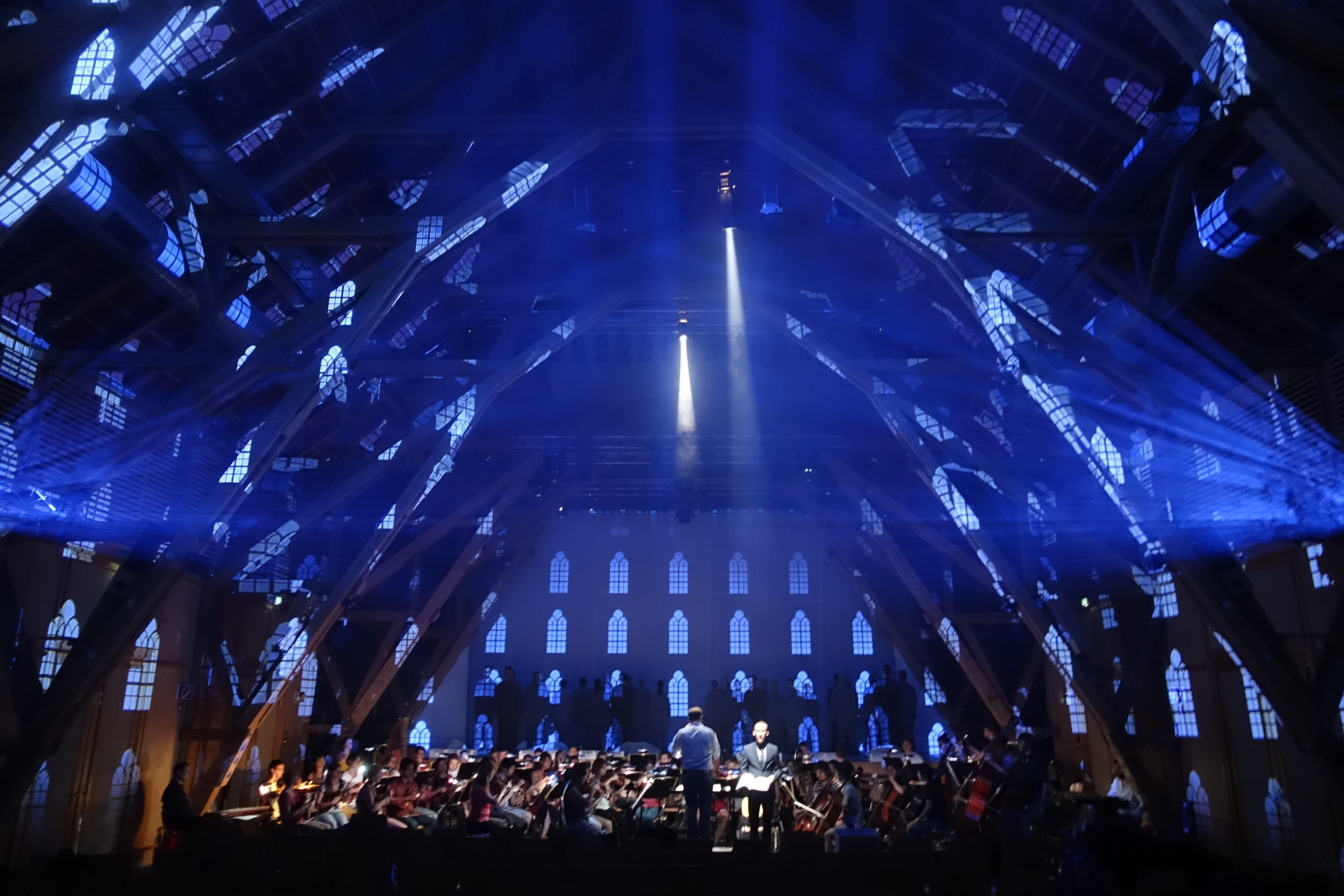
Videodesign Carl Orff „The Moon“ Andechs 2015

2008 hat Marcus Everding die Künstlerische Leitung der Festspiele übernommen und sie unter der Maxime, „ein Novum im Kontinuum“ zu schaffen, fortentwickelt und geöffnet. Insbesondere durch die Gründung der Andechser ORFF®-Akademie des Münchner Rundfunkorchesters, einem Kooperationsprojekt des Klosters Andechs mit dem Bayerischen Rundfunk, konnte die musikalische Qualität der Festspiele im Sinne Orffscher Nachwuchsarbeit weiterentwickelt werden. Unter Everdings Leitung erwarben sich die Carl Orff-Festspiele den Ruf als eines der drei großen Komponistenfestspiele in Bayern neben den Richard-Wagner-Festspielen in Bayreuth und dem Richard-Strauss-Festival in Garmisch-Partenkirchen.
Bis 2010 lag die Trägerschaft der Festspiele in Händen des Vereins „Orff in Andechs e. V.“ Im Jahr 2011 übernahm das Kloster Andechs selbst die Verantwortung für die „Carl Orff-Festspiele Andechs“; damit schien eine langfristige Perspektive gesichert.
Am 7. Mai 2015 kündigte das Kloster Andechs an, die Festspiele nach der Spielsaison 2015 einzustellen. Als Grund für das Ende nach 18 Jahren wurden „schwerwiegende und nicht mehr zu überbrückende Differenzen zwischen dem Kloster und der Carl-Orff-Stiftung“ genannt. Ende Juli 2015 endeten die Festspiele mit einer Aufführung von Der Mond.

## Festspielprogramm
Seit 1998 wurde eine Vielzahl von Carl Orffs Werken, unter anderem Der Mond, Die Kluge, Carmina Burana, Die Bernauerin, Antigonae, Trionfo di Afrodite oder Shakespeares von Orff vertonter Sommernachtstraum, zur Aufführung in Andechs gebracht.
Als Publikumslieblinge erwiesen sich insbesondere Die Bernauerin und Carmina Burana. Die Bernauerin erhielt eine Gastspieleinladung zur EXPO 2000 nach Hannover und wurde dort im Rahmen der Bayerischen Länderwoche des Deutschen Pavillons vor ausverkauftem Hause aufgeführt.
Nach und nach wurde der Spielplan auch durch Produktionen und Veranstaltungsreihen erweitert, die sich „verwandten“ Künstlern Orffs widmen und sich dem Geiste Orffs verpflichtet fühlen. So waren unter anderem Der Goggolori von Orff-Schüler Wilfried Hiller, die Uraufführung 2nachOrff von Marcus Everding sowie Büchners Leonce und Lena auf der Andechser Festspielbühne zu sehen.
Darüber hinaus rundeten Gastkonzerte des Münchner Rundfunkorchesters, Kammerkonzerte der Akademisten sowie zahlreiche, die Festspiele begleitende Zusatzveranstaltungen wie Soiréen und Festspielgespräche die jeweilige Festspielsaison ab.

## Kooperation mit dem Bayerischen Rundfunk
Die „Carl Orff-Festspiele Andechs“ pflegten eine enge Zusammenarbeit mit dem einstigen „Haussender“ Carl Orffs, aus der heraus eine Vielzahl an gemeinsamen Aktivitäten im Rahmen der Festspiele entstand.

### Gastkonzerte des Münchner Rundfunkorchesters
Seit 2009 gastierte jährlich das Münchner Rundfunkorchester unter Ulf Schirmer am Heiligen Berg bei den Andechser Festspielen. Dabei wurde die jeweilige Festspielsaison durch das Konzert thematisch ebenso ergänzt wie erweitert. Die Konzertreihe versuchte, Orff in und mit seinen Zeitgenossen, Lehrern und Vorbildern näher zu beleuchten. So wurde etwa Mendelssohns Sommernachtstraum in Gegenüberstellung zur Orffschen Sommernachtstraum-Musik präsentiert. Besondere Beachtung im Rahmen der Konzerte fanden außerdem Komponisten wie Richard Wagner, Richard Strauss, Kurt Weill und Heinrich Kaminski.

### Andechser ORFF-Akademie des Münchner Rundfunkorchesters
Die Andechser ORFF-Akademie des Münchner Rundfunkorchesters ist eine Orchesterakademie, die 2009 vom Münchner Rundfunkorchester und den „Carl Orff-Festspielen Andechs“ gegründet wurde. Da sich die Festspiele insbesondere der grenzüberschreitenden Nachwuchsförderung als dem besonderen Vermächtnis von Carl Orff widmeten, entstand die Idee, eine Akademie für junge begabte Musiker in der Ausbildung zu gründen. Die Idee einer Akademie für talentierte Nachwuchsmusiker zu schaffen, geht noch auf Carl Orff selbst zurück.
Im Rahmen dieser Akademie werden jedes Jahr in Probespielen ausgewählte Nachwuchsmusiker gefördert. In mehreren Arbeitsphasen werden sie unter der Künstlerischen Gesamtleitung von Ulf Schirmer und Marcus Everding sowie der Musikalischen Leitung von Christian von Gehren mit dem musikdramatischen Werk von Carl Orff vertraut gemacht. Höhepunkt und Abschluss ist die Begleitung einer Festspielproduktion sowie die Mitwirkung in Kammerkonzerten der „Carl Orff-Festspiele Andechs“. Darüber hinaus werden die jungen Musiker in mehreren Arbeitsphasen mit Orchester- und Registerproben, Workshops zu Themen wie Musiktheater, Schauspiel und Kammermusikspiel sowie Vorträgen von Orff-Kennern spartenübergreifend an das Werk Carl Orffs herangeführt.

## Spielstätten

### Festspielhaus Florian-Stadl
Am Fuße des Heiligen Berges wurde mit dem „Florian-Stadl“ – ehemals von der klostereigenen Landwirtschaft als Heustadl und Schweinestall genutzt – ein Festspielort für die Werke Carl Orffs geschaffen, der durch seine Architektur und Atmosphäre aus Tradition und Moderne hervorsticht. In mehreren Bauabschnitten entstand zwischen 1997 und 2000 in diesem Gebäude, das sich über vier Ebenen erstreckt, ein Konzertsaal mit bis zu 580 Sitzplätzen im Parkett und 200 Sitzplätzen auf der Galerie. Im Zuge eines weiteren Umbaus 2010/2011 wurde der bisher so genannte „Zwölfbalkenkeller“, der den Künstlern und dem Bühnenpersonal als Hinterbühne diente, voll in den „Florian-Stadl“ integriert.

### Fürstentrakt des Klosters
Der „Fürstentrakt“ im Kloster Andechs besteht aus verschiedenen Räumlichkeiten im barocken Ambiente der ehemaligen bayerischen Herrscher, der Wittelsbacher.
Der Nikolaussaal, die Alte Bibliothek, der Fürstensaal, das Graf-Berthold-Zimmer, der Fürstensaal und das Herzog-Albrecht-Zimmer wurden während der Festspielzeit für Konzerte und Soireen genutzt.

### Wallfahrtskirche St. Nikolaus und Elisabeth Andechs
s. Kloster Andechs